# The Dark Ride
The Dark Ride ist das neunte Studio-Album der Band Helloween. Es wurde 2000 von Nuclear Blast veröffentlicht.

## Musikstil
Helloweens neuntes Studio-Album The Dark Ride stellt einen Bruch in der Stilrichtung dar: Die Ausrichtung der meisten Stücke ist deutlich moderner und düsterer, als bisher auf einem Album zu hören war. Lediglich die beiden von Michael Weikath verfassten Songs klingen nach dem traditionellen Stil.
Die Mehrheit der Stücke sind mit tiefer gestimmten Gitarren eingespielt, ein typisches Merkmal der Produktionsweise von Roy Z, der unter anderem für Bruce Dickinson und Rob Halford gearbeitet hat.

## Bedeutung
Zum zweiten Mal in ihrer Karriere lieferten Helloween ein sehr experimentelles Album ab. Im Gegensatz zu Chameleon ist der Stil zwar immer noch dem Heavy Metal zuzuordnen, die klassischen Trademarks des Bandsounds wurden allerdings auch bei The Dark Ride weitgehend außen vor gelassen.
Es entstanden infolgedessen erneut deutliche Spannungen unter den Bandmitgliedern, was dazu führte, dass Michael Weikath (der eigenen Aussagen nach nur sehr wenige Gitarren auf dem Album einspielen durfte) seinen Ausstieg aus der Band anbot. Da Helloween eines ihrer beiden Gründungsmitglieder aber nicht ziehen lassen wollten, kam es nach der Tour zur Trennung von Roland Grapow und Uli Kusch, die beide zusammen bereits seit mehreren Monaten an einem Projekt arbeiteten, das in Folge als Masterplan bekannt werden sollte.

## Titelliste
1. Beyond The Portal (Deris) – 0:45
2. Mr. Torture (Kusch) – 3:28
3. All Over The Nations (Weikath) – 4:55
4. Escalation 666 (Grapow) – 4:24
5. Mirror Mirror (Deris) – 3:55
6. If I Could Fly (Deris) – 4:09
7. Salvation (Weikath) – 5:43
8. The Departed (Sun Is Going Down)  (Kusch) – 4:37
9. I Live For Your Pain (Deris) – 3:59
10. We Damn The Night (Deris) – 4:07
11. Immortal (Stars) (Deris) – 4:04
12. The Dark Ride (Grapow) – 8:52
13. The Madness Of The Crowds (Deris) (Japanese Bonus Track) – 4:12

### Singleauskopplungen
- If I Could Fly (Europe) / Mr. Torture (Japan)